# Irreligião no Brasil
Religião no Brasil  (censo de 2010)

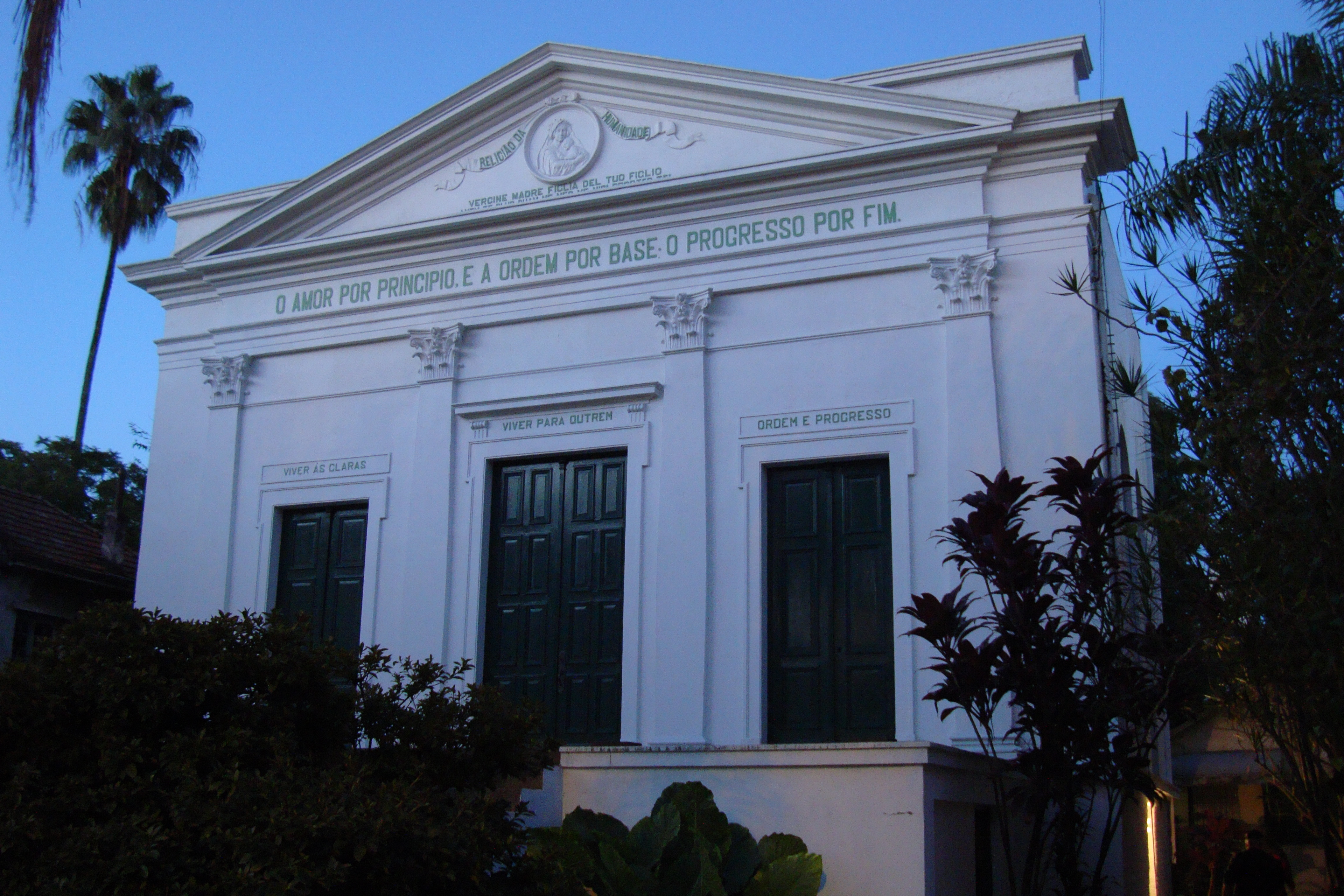
Templo positivista no Brasil. O positivismo, movimento laico, influenciou o pensamento e as ações dos fundadores da república brasileira

A irreligião no Brasil aumentou nas últimas décadas e representa 8% da população brasileira, conforme o censo de 2010. Desde 1970, o Instituto Brasileiro de Geografia e Estatística inclui a opção "sem religião" como autodescrição em seu censo decenal para pessoas que não se consideram adeptos de nenhuma religião específica, incluindo teístas não filiados e deístas.
A Constituição brasileira de 1988 concede liberdade de religião e pensamento aos seus cidadãos (Art. 5º, VI). Em 2008, foi fundada a Associação Brasileira de Ateus e Agnósticos; promove o secularismo e apóia vítimas irreligiosas de preconceito.
Embora a Constituição Federal garanta a tolerância religiosa a todos os seus cidadãos (ver art. 5º, inciso VI), ela proíbe expressamente todos os entes que integram a Federação a fundação e o financiamento de cultos públicos e igrejas estaduais controladas e coordenadas pelo Poder Público - (vide art. 19, I), visto que até agora o Estado brasileiro reconhece em seu ordenamento jurídico o "caráter peculiar" da Igreja Católica sob as demais religiões (ver art. 16 do Decreto 7107/2010), razão pela qual a lei reconhece a Virgem Maria, a mãe de Jesus, como “padroeira do Brasil” (art. 1º da Lei 6.802 / 1980); a Constituição juramentada “sob a proteção de Deus” (ver Preâmbulo da Constituição Federal); Os feriados católicos (como o dia de Nossa Senhora Aparecida e o dia do nascimento de Nosso Senhor) são reconhecidos como feriados nacionais por lei (Lei 10.607 / 2002, Lei 6.802 / 1980); a religião católica tem um status exclusivo para si (ver Decreto 7107/2010); cidades e estados levam o nome de santos católicos; Estátuas católicas estão expostas em repartições públicas; a expressão "Deus seja louvado" está presente em todas as notas do Real; e o ensino religioso exclusivamente católico em escolas públicas é permitido no país (ADI 4439).
Uma pesquisa de 2009 mostrou que os ateus eram o grupo demográfico mais odiado no Brasil, entre várias outras minorias pesquisadas. De acordo com a pesquisa, 17% dos entrevistados afirmaram sentir ódio ou repulsa pelos ateus, enquanto 25% sentiam antipatia e 29% eram indiferentes.
Em 2022, uma pesquisa do Datafolha constatou que os não religiosos representam 25% da juventude brasileira (entre 16 e 24 anos) em todo o país. Nas duas maiores cidades do país, São Paulo e Rio de Janeiro, os não religiosos representam 30% e 34% da população da mesma idade, respectivamente, superando os jovens evangélicos, católicos e de outras religiões. Segundo os professores Ricardo Mariano e Silvia Fernandes, há uma tendência crescente no Brasil de desfiliação religiosa entre os jovens por causa da liberalização social e suas crenças individualistas muitas vezes vistas como conflitantes com  dogmas morais rígidos, códigos de conduta rígidos e a crescente politização das religiões por parte das igrejas, especialmente as evangélicas.

## Brasileiros não religiosos notáveis
- Alinne Moraes, atriz
- Chico Anysio,[8] comediante e ator ateu
- Drauzio Varella,[9] médico ateu e personalidade da TV
- Letícia Persiles,[10] atriz
- Marcelo Gleiser,[11] físico cético que sugere substituir o misticismo pela razão e contemplação científica [12]
- Nando Reis,[13] músico ateu
- Nathalia Dill,[14] atriz
- Oscar Niemeyer,[15] arquiteto e designer ateu
- Paula Burlamaqui,[16] atriz deísta